# Seututie 120
Pour les articles homonymes, voir Route 120.
La Seututie 120  ou Vihdintie est une route régionale de Finlande qui mène du quartier Haaga d'Helsinki à Vihti.
La route mesure 46 km de longueur.